# Acrophylax zerberus
Acrophylax zerberus är en nattsländeart som beskrevs av Brauer 1867. Acrophylax zerberus ingår i släktet Acrophylax och familjen husmasknattsländor. Utöver nominatformen finns också underarten A. z. praecox.